# Haldor Lægreid
Haldor Lægreid (Tromsø , 30 de março de 1970-)  é um cantor norueguês. Ficou conhecido na Europa ao interpretar a balada "On My Own", tema representante da Noruega no  Festival Eurovisão da Canção 2001 emn Copenhaga, Dinamarca. Haldor terminou em último lugar, apenas obtendo 3 pontos do júri de Portugal.